# Пен (Об)
Пен (фр. Payns) — коммуна во Франции, находится в регионе Шампань — Арденны. Департамент — Об. Входит в состав кантона Труа-4. Округ коммуны — Труа.
Код INSEE коммуны — 10282.
Коммуна расположена приблизительно в 135 км к юго-востоку от Парижа, в 70 км юго-западнее Шалон-ан-Шампани, в 12 км к северо-западу от Труа.

## Население
Население коммуны на 2008 год составляло 1170 человек.
| 1962 | 1968 | 1975 | 1982 | 1990 | 1999 | 2008 |
| ---- | ---- | ---- | ---- | ---- | ---- | ---- |
| 854  | 912  | 848  | 768  | 867  | 894  | 1170 |

## Экономика
В 2007 году среди 737 человек в трудоспособном возрасте (15—64 лет) 579 были экономически активными, 158 — неактивными (показатель активности — 78,6 %, в 1999 году было 70,2 %). Из 579 активных работали 537 человек (291 мужчина и 246 женщин), безработных было 42 (12 мужчин и 30 женщин). Среди 158 неактивных 38 человек были учениками или студентами, 71 — пенсионерами, 49 были неактивными по другим причинам.

## Достопримечательности
- Комтурство Пен[фр.] — основано в 1127 году.
- Музей Гуго де Пейна[фр.] (см. Гуго де Пейн)